# Manuel de Azevedo
Manuel Rodrigues Monteiro de Azevedo ou Manuel de Azevedo (Folhadela, 6 de agosto de 1916 – Lisboa, 6 de julho de 1984) foi um jornalista cultural e de intervenção, e um cinéfilo português. Foi firme na militância associativa, sindical e cívica e dedicado à luta antifascista e aos valores da liberdade e defesa da cultura democrática.

## Biografia
Nasceu em Vila Real e cedo órfão, ficou a residir na morada da sua avó materna, no Porto vindo a realizar, nesta mesma cidade, a maioria dos seus estudos. Frequentou o Colégio Internato dos Carvalho (1931-1933) e, posteriormente, integra a secção do Curso de Ciências do Liceu Rodrigues de Freitas e do Liceu Alexandre Herculano (1933 - 1935), onde cedo se envolveu com as causas políticas e culturais. Nesses liceus, Manuel de Azevedo conheceu alguns daqueles que  o irão acompanhar ao longo da sua vida e em vários projectos culturais e profissionais, como Carlos Espaín, Carlos Barroso, António Lobão Vital, Dilermano Marinho e José Soares Lopes. Alguns destes estudantes, que se haviam conhecido no Liceu Rodrigues de Freitas e que conviviam diariamente nos cafés da baixa Portuense estarão na origem da Revista Sol Nascente.
Ingressou na Faculdade de Ciências da Universidade do Porto, no Curso de Engenharia Civil, no ano lectivo de 1935-1936, curso esse que nunca foi concluído. Durante a sua frequência universitária pertenceu à Tuna Académica do Porto e ao Orfeão Académico do Porto, vindo também a ser membro do Orfeão Lusitano da Sociedade Artística.
Em 1935, aos 18 anos, Manuel de Azevedo é detido, pela primeira vez, juntamente com Carlos Espaín e António Augusto Zuzarte Cortesão, para averiguações, a 16 de Fevereiro, “por ter sido apanhado a pintar inscrições contra o fascismo nas paredes”.  Manuel de Azevedo “é preso por esta polícia (…) por propaganda subversiva  e entregue no T.M.E. que o condenou a 500$00 de multa e perda de direitos políticos por 5 anos.”, sendo restituída a sua liberdade a 25 de Abril de 1935.

### O período daSol Nascente(1937-1940)
O envolvimento de Manuel de Azevedo na Revista Sol Nascente, um Quinzenário de Ciência, Arte e Crítica (1937-1940) fica patente no facto de ter participado em todos os números da revista, de 30 de Janeiro de 1937 e até 15 de Abril de 1940. Essa participação deu-se a vários níveis, enquanto redactor, escritor, paginador, gravurista e, igualmente, na responsabilidade assumida pela impressão da revista, no jornal O Primeiro de Janeiro. A sede de redacção e de administração da Sol Nascente foi também, durante um período muito significativo da vida do quinzenário, na Rua do Bonjardim, n.º 629, morada de família de Manuel de Azevedo, “(…) como foi igualmente a inclinação de Manuel de Azevedo que apareceu indicado, nas três primeiras edições, como administrador da publicação e o factótum do quinzenário, ao longo dos três anos e três meses da sua edição.”
Aquando da alteração da sede da Sol Nascente para Coimbra, Manuel de Azevedo pediu transferência, no ano lectivo de 1938-1939, para a Faculdade de Ciências da Universidade de Coimbra. Nesta cidade, partilhou morada, na Couraça de Lisboa, n.º 38, com Jorge de Mendonça Torres, também ligado à mesma revista. Nessa morada, veio a funcionar, na prática, a redacção, administração e distribuição da Revista.
Durante este período, em Coimbra (1938 – 1939) deu-se uma nova detenção, a 25 de maio de 1939, pela Polícia de Vigilância e Defesa do Estado (PVDE), sob a acusação de os “arguidos professarem ideias comunistas, informação esta colhida pela Inspecção desta Polícia em Coimbra, onde se encontram a estudar. Não se provou no decorrer das averiguações terem feito propaganda, mantido ligações ou desenvolverem qualquer actividade revolucionária, motivo porque foi ordenada a sua liberdade condicional”.

### No Porto
De regresso ao Porto, Manuel de Azevedo retoma a ligação iniciada em 1937, quando aderiu ao núcleo dos Cineclubes, com o cartão de identidade n.º 21, através da relação estabelecida com Henrique Alves Costa, existindo uma carta que faz menção a um encontro no café A Brasileira, entre Henrique Alves Costa e Manuel de Azevedo, sobre a colaboração de Alves Costa, na Sol Nascente.

Durante os anos 40 e 50, Manuel de Azevedo fez parte da Direcção do Clube Português de Cinematografia - Cineclube do Porto (CPC-CCP) e, em Setembro de 1947, enquanto representante dos Cineclubes Portugueses, participou no I Congresso Internacional dos Cineclubes, em Cannes, para a formação da Federação Internacional dos Cineclubes. A respeito deste envolvimento no cineclubismo, disse Manuel Carvalheiro, no Diário de Lisboa: “Manuel de Azevedo é certamente o pai (o tio seria Alves Costa…) do cineclubismo em Portugal”. A sua dedicação, nesta área, fez com que Manuel de Azevedo se tenha destacado no movimento cineclubista:
“Na realidade, nos anos de 45 a 47, o Clube Português de Cinematografia teve certa actividade, mas sempre de modo irregular dadas as divergências existentes no seu seio sobre o rumo a seguir e os prejuízos materiais que se acumulavam devido o número reduzido de associados. (…) Era necessário dar uma volta à situação. Foi então que me encontrei com o jornalista Manuel de Azevedo para discutirmos o caminho que se deveria seguir no Cineclube. Concluímos que era necessário «revitaliza-lo» (…). Foi assim que entraram em actividade como sócios, primeiro, e logo em seguida como dirigentes do Clube Português de Cinematografia (a que se acrescentaria daqui em diante a designação mais abreviada e mais precisa de Cineclube do Porto) Manuel de Azevedo, Henrique Alves Costa (…)”.
Interessado pelo cinema, pela comunicação e divulgação da 7ª Arte, Manuel de Azevedo participou no filme Aniki-Bobó [1942] de Manoel de Oliveira, onde canta uma canção.

#### A vida profissional
Manuel de Azevedo ficou sobretudo ligado ao jornalismo, à crítica e ao cinema com a Carteira Profissional n.º 238. Pertenceu à delegação do jornal O Século, no Porto (1942 – 1943) onde exerceu a função de repórter/ redactor e, no ano seguinte, passou para O Primeiro de Janeiro, onde se manteve por 17 anos e até 1961, como repórter. Em 1943, integra o Sindicato Nacional dos Jornalistas. Manteve, simultaneamente, actividade no jornal O Norte Desportivo (1953 – 1961) e envolvimentos menos sistemáticos noutros jornais regionais ou temáticos, sobretudo na área do cinema, com artigos e crónicas.
A par da sua actividade jornalística, coube a Manuel de Azevedo, em 1941, a Direcção da 1ª Edição da Colecção Cadernos Azuis, cuja morada retorna à Rua do Bonjardim, n.º 629, Porto. Da Colecção Cadernos Azuis, o primeiro título publicado será da autoria do próprio, com O Cinema em Marcha (Ensaio) [1941], uma Edição do Autor, sendo responsável também pela direcção do n.º 2, 3 e 4 (1942) e dos n.ºs de 1 a 11 (1944/ 45), entretanto publicados pela Editora Livraria Joaquim Maria da Costa, Porto.

#### A vida associativa e política
A iniciativa e participação associativista e cívica de Manuel de Azevedo durante os anos 40 e 50, foram consideráveis. Damos conta da sua ligação à Delegação da Associação Feminina Portuguesa para a Paz (AFPP) (1942), como sócio auxiliar, com a sua mulher, Maria Natália Maia (sócia). No grupo Fenianos, do Porto ou ainda como sócio fundador da Sociedade Editora Norte (SEN), entre 1942 e 1959.
Ao longo dos anos 50, manteve a sua actividade jornalística e cineclubista, sendo também, nesse período vogal da Direcção (1959) no Círculo de Cultura Teatral / Teatro Experimental do Porto (CCT / TEP), do Porto. Em 1952 iniciou-se um longo período de colaboração de Manuel de Azevedo com a Associação dos Jornalistas e Homens de Letras do Porto (AJHLP) onde foi eleito, em 1959, Secretário-Geral da Direcção e com persistentes prestações para a Gazeta Literária (AHJLP).
A intervenção de Manuel de Azevedo na vida política local e nacional e as suas convicções contra a ditadura do Estado Novo foram uma constante, ao longo de todo o seu percurso. Entre 1942 e 1946 pertenceu ao Movimento e Unidade Nacional Antifascista, (MUNAF). Entre 1945 e 1948 aderiu ao Movimento de Unidade Democrática (MUD) e de 1949 a 1957 ao Movimento Nacional Democrático (MND) vindo a ser orador numa sessão de propaganda eleitoral realizada em Coimbrões – Vila Nova de Gaia, no Cine-Estrela (18 de janeiro de 1949) e promovida pelos serviços de candidatura do General José Norton de Matos. Também em 1951, esteve envolvido na campanha eleitoral à Presidência da República de Ruy Luís Gomes e em 1958, de Arlindo Vicente e de Humberto Delgado, dando voz no Rádio Clube Português à campanha eleitoral do Arlindo Vicente, de que era um dos proponentes. Manuel de Azevedo foi também um dos que aguardaram a chegada de Arlindo Vicente na Estação de São Bento, no Porto, em 20 de Maio. Associou-se, ainda, a todas as iniciativas da oposição à Ditadura do Estado Novo, nomeadamente participando nas diversas celebrações do 31 de Janeiro e do 5 de Outubro.

### Em Lisboa
Em 1961, Manuel de Azevedo mudou-se com a família para Lisboa, Alvalade, passando a trabalhar no Diário de Lisboa, jornal onde foi redactor principal e coordenador em diferentes projectos (Mesa Redonda; Ler & Escrever, entre outros) até à sua morte, em 1984. No trabalho que desenvolveu, no Diário de Lisboa (1961 – 1984), foi Subchefe de Redacção (1974) e Chefe de Redacção do jornal 'O Sempre Fixe’  (1974/1975) e integrou sucessivos Conselhos de Redacção. Durante praticamente 20 anos (1967 – 1984) publicou com grande regularidade na última página do ‘DL’ uma pequena secção de opinião “(…) sobre temas candentes da actualidade portuguesa, abordando-os com uma linguagem incisiva e com um humor por vezes amargo”.
Enquanto jornalista foi ainda coordenador do suplemento de cinema «Écran», do Jornal do Fundão (1971) e pertenceu à redacção do Notícias da Amadora (1972). Foi, igualmente, o director do Boletim ‘Jornalismo’ do  Sindicato Nacional dos Jornalistas. Na ficha n.º 156095, da PIDE/DGS consta: ‘Não oferece garantias na realização dos fins supremos do Estado (29/01/73)", para efeitos de eleição do Sindicato Nacional dos Jornalistas (1972) e membro do Conselho de Informação para a Imprensa (AATT).
A acção política e cívica desenvolvida por Manuel de Azevedo, durante os anos 60, é pautada pela mesma incessante luta em diferentes iniciativas, das quais se destacam a participação na Junta de Acção Patriótica (JAP) (1960/63)  e em 1969, aquando das eleições legislativas no Movimento Democrático Eleitoral (MDE) subscrevendo a “Ampla Frente Democrática” e fazendo parte das Comissões Eleitorais (Documento da PIDE). Após a revolução, militou no Movimento Democrático Português/Comissão Democrática Eleitoral (MDP/CDE) e foi membro do Conselho Nacional, pertencendo também ao Conselho de Informação para a Imprensa.
Faleceu a 6 de Julho de 1984 devido a doença cardiovascular, no Hospital de Santa Maria, Lisboa. Na Assembleia da República, foi feito um Voto de Pesar, unânime, pela morte de Manuel de Azevedo, no dia 12 de julho de 1984.

## Obra
- A.A.V.V. (s.d.) Para Gostar de Ler, Vol. 4, Manuel de Azevedo , «Noite de Natal».
- A.A.V.V. (1968). O Homem na Cidade, Lisboa: Prelo Editora.
- Azevedo de, Manuel (1941). O Cinema em Marcha (Ensaio), Cadernos Azuis n.º 1, Porto: Edição de autor, Imprensa Portuguesa.
- Azevedo de, Manuel (1944). O Cinema em Marcha (Ensaio), Cadernos Azuis n.º 1, Porto:: Livraria Latina, (2ª edição).
- Azevedo de, Manuel (1946) Panorama Actual do Cinema, Porto:: Livraria Latina.
- Azevedo de, Manuel (1948) Ambições e Limites do Cinema Português, Estudos de Arte, Lisboa: Cadernos da Seara Nova.
- Azevedo de, Manuel, (1948) Estudos de Arte: o Movimento dos Cine-Clubes (Coord. e Trad.). Lisboa: Cadernos da Seara Nova.
- Azevedo de, Manuel  (1950).’Ladrões de Bicicletas’ e o Público Português, Revista de Cultura ‘PORTUCALE’, n.º 28_30, 2ª Série, Vol. V, JUL/DEZ, 1950, pp.284-287.
- Azevedo de, Manuel, (1951) Perspectiva do Cinema Português. «Projecção Cadernos de Cinema», n.º 3. Porto: Clube Português de Cinematografia.
- Azevedo de, Manuel, (1956) À Margem do Cinema Nacional, »Cadernos do Cinema», Porto: Cine-Clube do Porto.
- Azevedo de, Manuel, (1957) O Cinema Italiano do Após-guerra e o Neo-Realismo, Lisboa: Contraponto.
- AAVV (1963) Dicionário da História de Portugal, dir. por Joel Serrão, participação de MANUEL AZEVEDO, historiador do cinema português. Lisboa: Iniciativas Editoriais
- Azevedo de, Manuel  (1971). “São João do Porto”, Antologia. Coord. Paulo Pombo, Porto: CMP e AJHLP. http://gisaweb.cm-porto.pt/units-of-description/documents/515402/
- AAVV (1968) ‘O Homem na Cidade’, Lisboa: Prelo. Co-autor do livro de crónicas.

### Traduções
- Toland, John (s.d.). Bonzai, o Ataque a Pearl Harbor, Lisboa: Livraria Bertrand, Trad. Manuel